# Adam Holloway
Pour les articles homonymes, voir Holloway.
Adam Holloway, né le 29 juillet 1965 à Faversham, militaire britannique décoré, est un homme politique eurosceptique.
Membre du Parti conservateur, il est député pour la circonscription de Gravesham dans le Kent de 2005 à 2024 et en 2015.